# Sankt Goar-Oberwesel
Sankt Goar-Oberwesel est une Verbandsgemeinde (collectivité territoriale) de l'arrondissement de Rhin-Hunsrück dans la Rhénanie-Palatinat en Allemagne. Le siège de cette Verbandsgemeinde est dans la ville de Oberwesel.
La Verbandsgemeinde de Sankt Goar-Oberwesel consiste en cette liste d'Ortsgemeinden (municipalités locales):

Localisation du Verbandsgemeinde de Sankt Goar-Oberwesel dans l'arrondissement de Rhin-Hunsrück

1. Damscheid
2. Laudert
3. Niederburg
4. Oberwesel
5. Perscheid
6. Sankt Goar
7. Urbar
8. Wiebelsheim